# Serge Volkoff
Pour les articles homonymes, voir Volkoff.
 (juillet 2014).
Si vous disposez d'ouvrages ou d'articles de référence ou si vous connaissez des sites web de qualité traitant du thème abordé ici, merci de compléter l'article en donnant les références utiles à sa vérifiabilité et en les liant à la section « Notes et références ».
Serge Volkoff, né le 10 décembre 1946, est un statisticien (administrateur de l’Insee) et ergonome (HDR), spécialiste des relations entre l’âge, le travail et la santé. Il a été directeur de recherche au Centre d’Études de l'Emploi.

## Biographie
Anciennement responsable des études et statistiques sur les conditions de travail à la Direction de l'animation de la recherche, des études et des statistiques, il a dirigé ensuite, et jusqu’en 2012, le Centre de Recherches sur l’Expérience, l'Age et les Populations au Travail (CREAPT), un Groupement d’Intérêt Scientifique rassemblant plusieurs organismes publics, entreprises et universités. Nommé directeur de recherche au Centre d'études de l'emploi en 2001, il demeure chercheur invité dans ce Centre (devenu Centre d’Études de l'Emploi et du Travail et intégré au Conservatoire des Arts et Métiers) depuis sa retraite en décembre 2012. Il siège au Conseil d’orientation des retraites depuis la création de celui-ci en 2000.